# Portrait d'Alessandro Vittoria
Le Portrait d'Alessandro Vittoria  est une peinture à l'huile sur toile de Giovan Battista Moroni (1521/1524-1578) conservée au Kunsthistorisches Museum de Vienne et réalisée en 1551-1552. Il représente le sculpteur Alessandro Vittoria (1525-1608). Ce tableau mesure 87,5 cm x 70 cm. 

## Histoire
Ce tableau est une œuvre de jeunesse de Moroni. Il demeure dans la collection du sculpteur Alessandro Vittoria, ami de Moroni, puis est acheté à la mort du sculpteur en 1608 par le Bergamasque Bartolomeo della Nave. Il a été vendu en 1636 par le comte de Denbigh, ambassadeur d'Angleterre à Venise, au duc d'Hamilton, son beau-frère, qui le conserve à Vienne. Aucun des tableaux achetés par le duc ne rejoignit l'Angleterre. En 1651, le tableau est la propriété de l'archiduc et gouverneur de Bruxelles et des Pays-Bas espagnols, Léopold-Guillaume, mais il est inventorié de façon erronée comme Portrait d'un sculpteur réalisé par le Titien et représentant selon les historiens d'art postérieurs Jacopo Sansovino, ami du Titien. Ce n'est que plus tard que sa vraie identité est reconnue.

## Description
La toile représente un jeune homme identifié comme étant le sculpteur trentin Alessandro Vittoria, sur la base de nombreuses autres œuvres le représentant. Les deux jeunes hommes se sont liés d'amitié. Moroni le peint en vêtement de travail, en chemise noire, les manches retroussées tenant un buste antique. Cette attitude est à rapprocher de celle du Tailleur réalisée plus tard qui présente aussi un objet pour qualifier sa position. 
Le sculpteur et Moroni se sont rencontrés en 1551-1552 à Trente; Moroni y séjournant pour faire le portrait des deux frères Madruzzo et d'autres personnages importants de la ville qui y demeuraient pour préparer ou participer au Concile de Trente de 1545 à 1563.